# Венді Овертон
Венді Овертон (англ. Wendy Overton; нар. 31 березня 1947) — колишня американська тенісистка.
Здобула 5 парних титулів.

## Фінали Туру WTA

### Парний розряд 9 (5–4)
| Легенда        |   |
| Великий шлем   | 0 |
| Чемпіонати WTA | 0 |
| Tier I         | 0 |
| Tier II        | 0 |
| Tier III       | 0 |
| Tier IV & V    | 0 |

| Титули за покриттям |   |
| Тверде              | 1 |
| Ґрунт               | 2 |
| Трава               | 0 |
| Килим               | 2 |

| Результат | Ранг | Дата            | Турнір                         | Покриття | Партнерка        | Суперниці                         | Рахунок       |
| --------- | ---- | --------------- | ------------------------------ | -------- | ---------------- | --------------------------------- | ------------- |
| Перемога  | 1.   | 20 лютого. 1972 | Вашингтон, США                 | Килим    | Валері Зігенфусс | Джуді Тегарт Франсуаз Дюрр        | 7–5, 6–2      |
| Перемога  | 2.   | 11 квітня 1972  | Eckerd Open, Флорида, США      | Ґрунт    | Карен Крантцке   | Джуді Тегарт-Долтон Франсуаз Дюрр | 7–5, 6–4      |
| Поразка   | 3.   | 5 червня 1972   | German Open, Німеччина         | Ґрунт    | Валері Зігенфусс | Гельга Мастгофф Гайде Орт         | 6–3, 6–2, 0–6 |
| Перемога  | 4.   | 25 вересня 1972 | Фінікс, Аризона, США           | Тверде   | Розмарі Касалс   | Франсуаз Дюрр Бетті Стеве         | 4–6, 7–5, 6–2 |
| Поразка   | 5.   | 15 січня 1973   | Сан-Франциско, Каліфорнія, США | Тверде   | Валері Зігенфусс | Маргарет Корт Леслі Гант          | 1–6, 5–7      |
| Перемога  | 6.   | 30 вересня 1974 | Х'юстон, Техас, США            | Килим    | Джанет Ньюберрі  | Сью Стап Вірджинія Вейд           | 4–6, 7–5, 6–2 |
| Перемога  | 7.   | 13 жовтня 1975  | Орландо, Флорида, США          | Ґрунт    | Розмарі Казалс   | Кріс Еверт Мартіна Навратілова    | W/O           |
| Поразка   | 8.   | 19 січня 1976   | Вашингтон, США                 | Тверде   | Енн Геррант      | Ольга Морозова Вірджинія Вейд     | 7–6(5–2), 6–2 |
| Поразка   | 9.   | 8 серпня 1977   | Індіанаполіс, Індіана, США     | Ґрунт    | Мері Карілло     | Лінкі Бошофф Ілана Клосс          | 7–5, 5–7, 3–6 |